# Tang Ching
Tang Ching (né en 1924 et mort le 17 juillet 2019) est un acteur taïwanais ayant fait carrière dans les cinéma taïwanais et hongkongais des années 50 jusqu'au début des années 80, et au cours desquelles il a tourné une centaine de films.
Acteur polyvalent ayant joué dans des films de genre différents (cape et épée, espionnage, drame), souvent dans des rôles de personnage séduisant à la virilité rassurante, il a remporté le Golden Horse du meilleur acteur en 1963 pour son rôle dans From Dusk Till Dawn de Li Chia.

## Biographie
Né en Chine continentale, il se réfugie à Taïwan vers 1949 après la victoire des bandits communistes et y commence sa carrière cinématographique. Rejoignant ensuite Hong Kong il entre d'abord aux studios Cathay en 1963 puis Shaw Brothers en 1967, qu'il trahit provisoirement au profit de la Golden Harvest en 1970. Il poursuit ensuite sa carrière en indépendant, tournant à nouveau pour la Shaw Brothers et d'autres studios.

## Filmographie partielle
- 1962 : Typhoon (film, 1962) : un gangster se mettant au vert
- 1963 : From Dusk Till Dawn (Hei ye dao li ming) de Li Chia
- 1967 : Angel with the Iron Fists : un agent secret
- 1969 : Killers Five (Hao xia zhuan) de Cheng Kang
- 1970 : Miss Judoka règle ses comptes au karaté (Nu jian kuang dao) de Wu Ma
- 1971 : Les 8 Invincibles du kung fu (Tian long ba jiang) de Lo Wei
- 1972 : La Vengeance du léopard
- 1974 : Un Coup de boule dans les valseuses (Lang bei wei jian) de Wu Ma
- 1974 : Le Héros du kung-fu (Xia nan yang) de Chun-Ku Lu
- 1976 : Le Sabre infernal (Du bei dao wang) de Chu Yuan
- 1977 : La Résurrection du dragon (Li san jiao wei zhen di yu men) de Chi Lo
- 1979 : Une Poignée de soja pour un karatéka (Pi li sha shou) de Shen Liang
- 1981 : Tigre blanc (Yong zhe wu ju) de Yuen Woo-ping
- 1984 : And Now What's Your Name? (Xian sheng gui xing) de Kin-Kwok Lai